# Hoi Polloi
Hoi Polloi (br.: Gentalha) é um filme de curta metragem estadunidense de 1935, dirigido por Del Lord. É o 10º de um total de 190 filmes da série com os Três Patetas produzida pela Columbia Pictures entre 1934 e 1959. É a primeira das três adaptações da peça Pigmaleão da série: as outras duas foram Half-Wits Holiday em 1947  e Pies and Guys de 1958.

## Enredo
O Professor Richmond (Harry Holman) e o Professor Nichols (Robert Graves) apostam durante um jantar, dez mil dólares sobre se o primeiro consegue transformar três homens incultos em cavalheiros. Na rua, os Três Patetas trabalham de lixeiros e naturalmente são os escolhidos pelo Professor Richmond para serem os "transformados". Após muitas aulas de etiqueta (que incluem uma dança atrapalhada por uma abelha que entra no vestido da instrutora, Geneva Mitchell), os Patetas vão exercitar suas boas maneiras numa sofisticada festa da sociedade.
Ao chegarem à festa, Curly puxa o fio do paletó de Moe que acaba rasgado. Moe então bate nele atrás de uma cortina e pega o enorme paletó de Curly. Esse faz o mesmo com um baixinho e pega o paletó dele, muito curto. Larry perde o sapato durante a dança e na tentativa de recuperá-lo, causa vários encontrões e quedas nos demais dançantes. Curly é quem faz a maioria das trapalhadas: convida uma mulher de costas para dançar que, quando se vira, se mostra muito feia; esconde uma garrafa de champagne no bolso de trás da calça e que estoura quando Moe lhe dá um pontapé; deixa cair a prataria que roubara depois que recebe um soco na barriga; fica com uma mola de sofá presa no traseiro enquanto dança com uma mulher muito grande (Blanche Payson), causando vários enroscos e quedas em todos.
Vendo a confusão, o Professor Richmond aceita a perda da aposta e dá o cheque de dez mil dólares ao Professor Nichols. Logo a seguir, os convidados começam a agir como os Patetas, rindo e se esbofeteando uns aos outros. Os Patetas pegam suas cartolas e vão deixar a festa chamando todos de "gentalha" ("hoi polloi!") quando Richmond e Nichols vão até eles e quebram garrafas de champagne nas cabeças do trio.

### Quadrinhos
O filme foi adaptado para os quadrinhos na revista Three Stooges #1 (fevereiro de 1949), publicado pela St. John Publications. O desenho foi de Norman Maurer que em 1945, conhecera Joan Howard, filha de Moe. Os dois se casaram em 1947 e nesse mesmo ano foi negociado o contrato para a produção das histórias em quadrinhos, dando aos Três Patetas 5% dos lucros. Essa revista acabou sendo cancelada no segundo número e o trio ficaria algum tempo até reaparecer nos quadrinhos (o próprio Maurer junto com seu amigo Joe Kubert lançaria novas histórias em 1952, com Shemp no lugar de Curly que faleceu nesse ano).